# Althaea longiflora
Althaea longiflora là một loài thực vật có hoa trong họ Cẩm quỳ. Loài này được Boiss. & Reut. mô tả khoa học đầu tiên năm 1842.